# L'Ange bleu (association)
Pour les articles homonymes, voir Ange bleu.
L'Ange bleu est une association à but non lucratif française fondée par Latifa Bennari en 1998, afin de mettre en place un réseau d'écoute destiné aux pédophiles, de faire de la prévention et d'aider les victimes.

## Histoire
L'Ange bleu est fondée le 10 juin 1998 sur le constat de Latifa Bennari, ancienne victime d'un pédophile, d'absence de structure d'écoute ou d'accompagnement psychologique et social des pédophiles,. En France, l'accompagnement est strictement judiciaire et ne se fait qu'après a minima une mise en examen, et plus généralement une condamnation. Cette absence de structure suffisante empêche toute prévention face à des personnes qui généralement souffrent de leur propre situation. Elle est à ce jour une des seules associations en Europe qui tente d'agir en amont.

## Objectifs
L'association a comme but premier d'écouter les personnes se sentant attirées par des adolescents ou des enfants afin de prévenir tout passage à l'acte. Par extension, elle accueille aussi la parole de pédérastes, pédophiles ou éphébophiles. L'association tend à faire la différence entre les pédophiles, qui éprouvent une attirance, et les pédosexuels, qui sont déjà passé à l'acte. Avec l'arrivée d'internet au grand public, et des réseaux sociaux, elle recueille de plus en plus de témoignages de consommateur de pédopornographie. Cette écoute permet de gérer des situations émotionnelles complexes qui parfois vont jusqu'au suicide.
L'association a également pour but de sensibiliser les politiques et l'opinion publique sur la question de l'accompagnement social, judiciaire et thérapeutique des personnes paraphiles. Elle souhaite notamment mettre en avant que la majorité des pédophiles ne sont pas de délinquants, qu'ils souffrent de leurs attirances et qu'ils ont besoin d'aide. Souvent solitaire dans leur situation, même si intégrés socialement, les pédophiles n'ont personne à qui parler de leurs fantasmes, attirance ou ce qu'ils ressentent, par peur d'être socialement répudiés ou jugés par la société sur ce qui n'est pas un choix pour eux.
Enfin, elle milite pour changer la terminologie en usage, le terme pédophile étant socialement et médiatiquement associé aux affaires les plus sordides. Elle préfère le terme « personne attirée par les enfants » (ou adolescents)[réf. nécessaire].

## Actions entreprises
L'Ange bleu possède une ligne téléphone et courriel d'écoute destinée à écouter toute personne qui pourrait se sentir attirée par des enfants ou adolescents, consommateur de pédopornographie ou délinquant sexuel déjà condamné en recherche d'écoute ou d'accompagnement. Elle organise plusieurs fois par an des rencontres entre des victimes d'abus sexuels et des pédophiles afin qu'ils prennent conscience du mal causé aux enfants. 
Elle dénonce régulièrement dans les médias et aux autorités politiques le manque de prise en charge, expliquant notamment que les suivis psychiatriques sont insuffisants et pas adaptés. En 2016, l'association aide un pédophile en souffrance sous camisole chimique à l'euthanasie en Belgique, après 17 ans d'échecs thérapeutiques

## Publication
- Latifa Benari, La Fin d'un silence - Pédophilie : une approche différente, AD2 éditions, 2002, 492 pages.  (ISBN 9782848850009)